# Rodelle
Rodelle, in occitano Rodella  o Rodèsla, è un comune francese di 1 003 abitanti situato nel dipartimento dell'Aveyron nella regione dell'Occitania.

## Società

### Evoluzione demografica
Abitanti censiti